# Валтура
Валтура (хорв. Valtura) — населений пункт у Хорватії, в Істрійській жупанії у складі громади Лижнян.

## Населення
Населення за даними перепису 2011 року становило 875 осіб.
Динаміка чисельності населення поселення:

## Клімат
Середня річна температура становить 14,04 °C, середня максимальна – 27,21 °C, а середня мінімальна – 0,65 °C. Середня річна кількість опадів – 832 мм.
| Клімат поселення                              | Клімат поселення | Клімат поселення | Клімат поселення | Клімат поселення | Клімат поселення | Клімат поселення | Клімат поселення | Клімат поселення | Клімат поселення | Клімат поселення | Клімат поселення | Клімат поселення | Клімат поселення |
| Показник                                      | Січ.             | Лют.             | Бер.             | Квіт.            | Трав.            | Черв.            | Лип.             | Серп.            | Вер.             | Жовт.            | Лист.            | Груд.            |                  |
| Середній максимум, °C                         | 10,38            | 10,68            | 13,72            | 17,05            | 21,95            | 26,05            | 27,21            | 27,05            | 22,50            | 18,21            | 13,27            | 10,15            |                  |
| Середня температура, °C                       | 5,52             | 5,82             | 8,87             | 12,17            | 17,10            | 21,20            | 23,79            | 23,64            | 19,07            | 14,79            | 9,85             | 6,74             |                  |
| Середній мінімум, °C                          | 0,65             | 0,96             | 4,00             | 7,30             | 12,22            | 16,33            | 20,37            | 20,20            | 15,65            | 11,35            | 6,41             | 3,30             |                  |
| Норма опадів, мм                              | 70               | 56               | 58               | 64               | 56               | 62               | 40               | 66               | 78               | 98               | 105              | 79               |                  |
| Середньомісячна швидкість вітру, м/с          | 2.83             | 3.06             | 3.11             | 3.00             | 2.68             | 2.58             | 2.58             | 2.55             | 2.69             | 2.91             | 3.15             | 3.07             |                  |
| Середньомісячна сонячна радіація, кДж/м²·день | 4538             | 7434             | 10870            | 15500            | 19891            | 21805            | 22833            | 19656            | 14411            | 9302             | 5024             | 3877             |                  |
| --------------------------------------------- | ---------------- | ---------------- | ---------------- | ---------------- | ---------------- | ---------------- | ---------------- | ---------------- | ---------------- | ---------------- | ---------------- | ---------------- | ---------------- |
| Джерело:                                      |                  |                  |                  |                  |                  |                  |                  |                  |                  |                  |                  |                  |                  |